# Villameitide
Villameitide ist ein Dorf in der Gemeinde Vegadeo der autonomen Region Asturien in Spanien.

## Geographie
Villameitide liegt nahe am Rio Montouto, einem Nebenfluss des Rio Eo und hat 63 Einwohner (2011) auf einer Grundfläche von 19,17 km². Die nächste größere Ortschaft ist Vegadeo, der drei Kilometer entfernte Hauptort der gleichnamigen Gemeinde. Das Dorf gehört zu dem Parroquia Piantón.

## Verkehrsanbindung
Von Vegadeo direkt auf die Landstraße Richtung Montouto und Coba

nächste Flugplätze: Rozas 26 km, Oviedo 43 km

## Klima
Angenehm milde Sommer mit ebenfalls milden, selten strengen Wintern. In den Hochlagen können die Winter durchaus streng werden.

## Sehenswertes
- Reserva Natural Parcial de la Ría del Eo (Naturpark)